# Мельников, Василий Иванович (1784)
Васи́лий Ива́нович Ме́льников (рус. дореф. Василій Ивановичъ Мельниковъ; ок. 1784, Казань — август 1837, Миякуши, Ардатовский уезд Нижегородской губернии) — русский военный деятель, затем — помещик и предводитель дворянства Ардатовского уезда. Дядя писателя Павла Ивановича Мельникова-Печерского.

## Биография
Родился около 1784 года в Казани в семье секунд-майора Ивана Фёдоровича Мельникова и его жены Лизаветы Ивановны. В 1791 году отец вышел в отставку и в том же году поступил на службу в правление Пермского наместничества советником при генерал-губернаторе Карле Фёдоровиче Модерахе, переехав вместе с семьёй в Пермь. Через несколько лет отец оставил семью ради другой женщины, а мать с детьми, включая Василия, двух его братьев и сестру, вернулась в Казань.
Около 1796 года, в последний год правления императрицы Екатерины II, 12-летний Василий был определён в гвардию, откуда попал в гатчинские войска наследника престола — будущего императора Павла I. Несмотря на то, что отец проживал поблизости — в Санкт-Петербурге, они не общались. Во время правления Павла I (1796—1801) получил от того в собственность сельцо Миякуши в Ардатовском уезде Нижегородской губернии и 200 душ крепостных крестьян. После окончания Отечественной войны 1812 года и Заграничного похода 1813 и 1814 годов вышел в отставку и переселился в пожалованное ему имение Миякуши. Женился на дочери соседа, Любови Васильевне Жуковой, мать которой была двоюродной сестрой генерал-майора Льва Николаевича Энгельгардта. От этого союза родился сын Дмитрий. Василий Иванович многократно избирался уездным предводителем дворянства. Скончался в августе 1837 года.

## Награды
- Орден Святой Анны 2-й степени